# Тенатопразол
Тенатопразол является кандидатом в ингибиторы протонной помпы, ещё в 2003 году он проходил клинические испытания в качестве потенциального средства для лечения рефлюкс-эзофагита и язвенной болезни . Лекарственное соединение было изобретено фармацевтической компанией Mitsubishi Tanabe Pharma и лицензировано Negma Laboratories (часть фармацевтической компании Wockhardt с 2007 г. ). :22
Компания Mitsubishi сообщила, что в 2007 году тенатопразол все ещё находился в первой фазе клинических испытаний  :27и проходил её в 2012 году. :17
Тенатопразол имеет имидазопиридиновое кольцо вместо бензимидазольного фрагмента, обнаруженного в других ингибиторах протонной помпы, и период полураспада примерно в семь раз дольше, чем у других ИПП.